# Луовушка (озеро)
Луовушка — пресноводное озеро на территории Амбарнского сельского поселения Лоухского района Республики Карелии.

## Общие сведения
Площадь озера — 1,1 км². Располагается на высоте 113,8 метров над уровнем моря.
Форма озера лопастная, продолговатая: оно более чем на три километра вытянуто с северо-запада на юго-восток. Берега изрезанные, каменисто-песчаные, преимущественно возвышенные, на востоке — заболоченные.
С южной стороны озера вытекает река Луовушка, впадающая в губу Луовушку, расположенную на востоке Топозера.
К западу и северу водоёма подходят лесные дороги.
Населённые пункты вблизи водоёма отсутствуют.
Код объекта в государственном водном реестре — 02020000411102000000209.